# テレビ放送開始65周年 NHK×日テレ コラボデー
『テレビ放送開始65周年 NHK×日テレ コラボデー』（てれびほうそうかいしろくじゅうごしゅうねん えぬえいちけい にってれ こらぼでー）は、2018年9月22日〜23日にかけて放送された日本放送協会（NHK）と日本テレビ放送網（日テレ）の共同企画。

## 概要
NHK・日テレ両局がテレビ放送を開始した1953年から65周年を迎えること、および両局が中継を担当するラグビーワールドカップ2019 JAPANの開幕1年前を記念した共同企画で、両局による同時生放送による特別番組『NHK×日テレ同時生放送! テレビ65年 スポーツのチカラ』を軸に、双方のテレビ局で同時間帯に放送する番組に互いの放送局のアナウンサーが相互に出演するなど、両局合計12番組でコラボレーション企画を実施した。全体の進行役は、日テレアナウンサーの桝太一・水卜麻美と、NHKアナウンサーの武田真一・桑子真帆の4名。
特別番組を含め、生放送番組の多くは、日本テレビ麴町分室GスタジオにNHK・日テレ双方の番組用のセットを並べて組んで放送した。このため、映像については日本テレビは自社の光ファイバー回線を経由して汐留本社に、NHKは自局の中継車を日本テレビ麴町分室に派遣して放送センター（渋谷）に送信し、各々の受けサブ（副調整室）を経由して番組送り出しに対応した。

## 放送内容・企画
NHKニュースおはよう日本（NHK）  / ズームイン!!サタデー（日テレ）
同時生放送番組告知の為、『おはよう日本』に4名が生出演（日テレからの中継）。その後、『ズムサタ』で7時14分過ぎから、両局の放送史に残る番組を振り返った。
NHK×日テレ同時生放送! テレビ65年 スポーツのチカラ
10:30 - 11:25に両局で同時生放送により放送された特別番組。NHKと日テレで放送したスポーツ名場面・名勝負から、視聴者がテレビにかじりついた名場面を投票した結果を発表した。全編同内容ではなく、大半の場面はそれぞれのセットから別々の内容を放送した。また同一シーンでもカメラは局別に撮っていた。日本テレビ系の前半は大正製薬の1社提供。
4名の他、NHK側にはMCで博多華丸・大吉、ゲストで増田明美、特別ゲストで『チコちゃんに叱られる!』司会のチコちゃん（声：木村祐一）が出演。日テレ側はMCがくりぃむしちゅー、ゲストで江川卓が出演した他、両局共通ゲストとして、村上佳菜子が出演した。
メレンゲの気持ち（日テレ、一部地域は遅れネットまたは非ネット）
NHKアナウンサーの青井実がゲスト出演。
土曜スタジオパーク（NHK）
4名がゲストとして出演。
Fun!BASEBALL!!「巨人×東京ヤクルト」（日テレ、一部地域のみネット）
中継カメラの進歩の歴史や、「同じ試合を中継するとNHKと日テレはどう違うのか」を放送した。
大相撲秋場所中継（NHK）
相撲解説者自身が選んだ名場面を放送した。
LIFE!〜人生に捧げるコント〜（NHK） / 嵐にしやがれ（日テレ）
同時間帯に放送。『LIFE!』には嵐の櫻井翔・大野智がゲスト出演。『嵐にしやがれ』には『LIFE!』のコントキャラクターである「三津谷寛治」（内村光良）がゲスト出演した他、『LIFE!』レギュラーの田中直樹（ココリコ）とムロツヨシが出演した。
有田P おもてなす（NHK）
日テレアナウンサーの豊田順子・徳島えりかがゲスト出演。
おやすみ日本 眠いいね!（NHK） / Going!Sports&News（日テレ）
麴町Gスタジオの「スポーツのチカラ」を放送したセットに両番組のセットを特別に作り、同時間帯に放送。前者は23日になってからの放送であるが、後者は22日から23日にまたがって放送した。『Going!』に『おやすみ日本』放送前の出演者（レギュラーの宮藤官九郎、又吉直樹とゲストの阿部サダヲ）が、『おやすみ日本』に『Going!』本番終了後の出演者（MCの上田晋也とレギュラーコメンテーターの赤星憲広）が出演した。
ライブ配信
NHKアナウンサーの稲塚貴一・松尾剛と日テレアナウンサーの青木源太、両局のキャラクターであるどーもくん・そらジローが出演し、番組連動企画を放送。地上波・ライブ配信の番組情報、舞台裏などの関連情報は、終日、NHK広報局、日テレ宣伝部のツイッターアカウントから随時発信が行われた。
このほか、『サタデースポーツ』でもコラボ企画が放送された。

### 注記
1. ↑  NHKスタジオパーク・CT-450スタジオから放送した『土曜スタジオパーク』[2]を除く。